# Oranjemolen (Vlissingen)
De Oranjemolen is een korenmolen en voormalige pelmolen aan de Oranjedijk in Vlissingen, in de Nederlandse provincie Zeeland. Door zijn ligging is deze molen zowel een goede windvanger als een blikvanger. Het is een stellingmolen die in 1699 is beschreven, en dus eerder gebouwd moet zijn. Sinds 1968 is de molen eigendom van de gemeente Vlissingen. Hij is gedekt met dakleer en heeft een vlucht van 24,50/24,60 meter. Sinds 2014 is de molen maalvaardig, en wordt nog gebruikt om op vrijwillige basis graan te malen. Van de 23 stadsmolens in Vlissingen is de Oranjemolen als enige overgebleven. Het is de dichtst bij zee staande molen van Nederland. Diverse malen heeft de molen te lijden gehad aan oorlogsgeweld. Een kogel afkomstig van de Engelse vloot in 1809 zou zich nog in de zuidwestkant van de molenmuur bevinden. Ook zijn nog sporen van de Tweede Wereldoorlog te vinden - de geallieerden landden in 1944 nabij de molen.
In 2000 moest de Oranjedijk met twee meter worden verhoogd. Daarom is de scheve molen (700 ton) recht gezet en twee meter omhoog gevijzeld met behulp van paalfunderingen, en in 2002 vond een omvangrijke restauratie plaats.

## Externe link

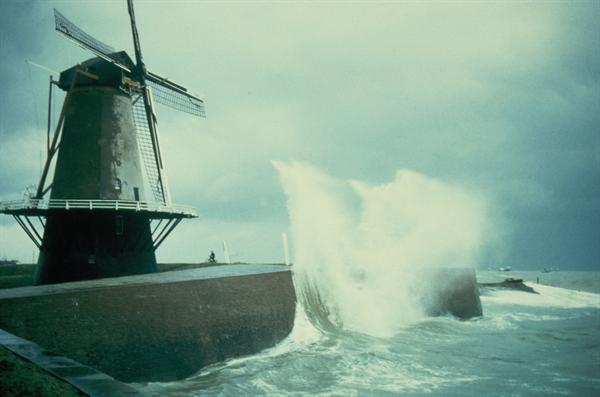
De molen tijdens storm in 1980